# Махмудова Шахло Насімовна
Пані Шахло Насімівна Махмудова (28 лютого 1944) — узбецький політик. Вона була першим міністром закордонних справ країни після здобуття незалежності (1991—1992).

## Життєпис
Махмудова отримала освіту в Інституті текстильної справи в Ташкенті, а політичну кар'єру розпочала з комсомолу в радянські часи. Зрештою вона піднялася на посаду секретаря комсомолу Узбецької РСР. Незабаром після здобуття незалежності президент Іслам Карімов призначив її міністром закордонних справ, одночасно постановивши, що Зокір Алматов повинен стати міністром внутрішніх справ. Подейкували, що її призначення відбулося через вплив Шукрулло Мірсаїдова. Вона довго не втрималася на посаді; події під час її служіння включали вступ Узбекистану до ООН та державний візит президента Туреччини. Вона також зустрічалася з представниками уряду США під час перебування на посаді. Вона не відігравала великої ролі в дипломатичному житті своєї країни, і за час перебування в міністерстві вона зберігала відносно низький політичний рівень впливу. Згодом вона стала керівником відділу залучення іноземних інвестицій та міжнародного співробітництва Центру спеціальної середньої професійної освіти, а також працювала в Міністерстві закордонних справ Узбекистану.